# Joppa munerator
Joppa munerator là một loài tò vò trong họ Ichneumonidae.